# San Nicolás Tolentino, Valle de Bravo
San Nicolás Tolentino är en ort i Mexiko.   Den ligger i kommunen Valle de Bravo och delstaten Mexiko, i den södra delen av landet, 120 km väster om huvudstaden Mexico City. San Nicolás Tolentino ligger 1 529 meter över havet och antalet invånare är 1 399.
Terrängen runt San Nicolás Tolentino är huvudsakligen kuperad, men söderut är den bergig. Runt San Nicolás Tolentino är det ganska tätbefolkat, med 116 invånare per kvadratkilometer. Närmaste större samhälle är Ixtapan del Oro, 9,0 km norr om San Nicolás Tolentino. I omgivningarna runt San Nicolás Tolentino växer huvudsakligen savannskog.